# Spasalus aquinoi
Spasalus aquinoi es una especie de coleóptero de la familia Passalidae.

## Distribución geográfica
Habita en Brasil.